# Troidini
Los troidinos (Troidini) son una tribu de lepidópteros ditrisios de la familia Papilionidae que incluye doce géneros. 

## Descripción
Los miembros de esta tribu se alimentan de plantas venenosas (género Aristolochia) y como resultado de ello, son venenosas y de muy mal gusto para los depredadores (Pinheiro 1986), y son imitadas por otras mariposas, una circunstancia que sucede con varias especies de mariposas.

## Géneros
- Atrophaneura
- Battus
- Byasa
- Cressida
- Euryades
- Losaria
- Ornithoptera
- Pachliopta
- Parides
- Pharmacophagus
- Trogonoptera
- Troides